# Баух, Херберт
Хе́рберт Ба́ух (нем. Herbert Bauch; род. 18 мая 1957, Восточный Берлин) — немецкий боксёр полутяжёлой весовой категории, выступал за сборную ГДР в конце 1970-х — начале 1980-х годов. Бронзовый призёр летних Олимпийских игр в Москве, обладатель бронзовой медали чемпионата мира, победитель многих международных турниров и национальных первенств.

## Биография
Активно заниматься боксом начал уже в раннем детстве, проходил подготовку в местном спортивном клубе «Берлинер». Первого серьёзного успеха на ринге добился в 1976 году, когда выиграл серебряную медаль взрослого первенства ГДР, уступив лишь действующему чемпиону Бернду Виттенбургу. Год спустя занял первое место национального первенства, ещё через год повторил это достижение и съездил на чемпионат мира в Белград, откуда привёз медаль бронзового достоинства (в полуфинале проиграл югославу Тадия Качару). В 1979 году боксировал на чемпионате Европы в Кёльне, но остался здесь без медалей, уже во втором матче на турнире со счётом 2:3 уступил представителю ФРГ Курту Зайлеру.
Благодаря череде удачных выступлений Баух удостоился права защищать честь страны на летних Олимпийских играх 1980 года в Москве — сумел дойти до стадии полуфиналов, и там во втором раунде досрочно потерпел поражение от югослава Слободана Качара, который в итоге и стал олимпийским чемпионом. Получив бронзовую олимпийскую медаль, Херберт Баух оставался в национальной сборной не долго. Последний раз представлял команду ГДР на международных турнирах в 1981 году — в матчевой встрече со сборной Польши не смог одолеть своего соперника, и вскоре после этих соревнований принял решение завершить карьеру спортсмена.